# Wereldbeker noordse combinatie 2006/2007
De wereldbeker noordse combinatie 2006/2007 (officieel: Warsteiner FIS World Cup Nordic Combined presented by Rauch) ging van start op 25 november in het Finse Kuusamo en eindigde op 18 maart in Oslo.
De Fin Hannu Manninen won de algemene wereldbeker voor de vierde keer op rij, de Fransman Jason Lamy-Chappuis won de sprintwereldbeker.

## Uitslagen

### Kalender
| Datum      | Plaats                | Discipline            | Eerste                                                               | Tweede                                                                   | Derde                                                          |
| ---------- | --------------------- | --------------------- | -------------------------------------------------------------------- | ------------------------------------------------------------------------ | -------------------------------------------------------------- |
| 25/11/2006 | Kuusamo               | Individuele Gundersen | Jason Lamy-Chappuis                                                  | Hannu Manninen                                                           | Sebastian Haseney                                              |
| 26/11/2006 | Kuusamo               | Sprint                |                                                                      |                                                                          |                                                                |
| 02/12/2006 | Trondheim Lillehammer | Individuele Gundersen | Magnus Moan                                                          | Sebastian Haseney                                                        | Hannu Manninen                                                 |
| 03/12/2006 | Trondheim Lillehammer | Team Sprint           | Christoph Bieler                                                     | Anssi Koivuranta                                                         | Maxime Laheurte                                                |
| 16/12/2006 | Ramsau                | Massastart            | Christoph Bieler                                                     | Anssi Koivuranta                                                         | Maxime Laheurte                                                |
| 17/12/2006 | Ramsau                | Sprint                | Magnus Moan                                                          | Jason Lamy-Chappuis                                                      | Ronny Ackermann                                                |
| 30/12/2006 | Oberhof Ruhpolding    | Individuele Gundersen | Hannu Manninen                                                       | Sebastian Haseney                                                        | Ronny Ackermann                                                |
| 03/01/2007 | Ruhpolding            | Teamsprint            | Finland Anssi Koivuranta Hannu Manninen                              | Duitsland Ronny Ackermann Sebastian Haseney                              | Oostenrijk Mario Stecher Christoph Bieler                      |
| 06/01/2007 | Schonach Oberstdorf   | Individuele Gundersen | Felix Gottwald                                                       | Hannu Manninen                                                           | Sebastian Haseney                                              |
| 13/01/2007 | Val di Fiemme         | Massastart            | Christoph Bieler                                                     | Felix Gottwald                                                           | Jason Lamy-Chappuis                                            |
| 14/01/2007 | Val di Fiemme         | Team                  | Finland Ville Kähkönen Jaakko Tallus Anssi Koivuranta Hannu Manninen | Oostenrijk Christoph Bieler Bernhard Gruber Felix Gottwald Mario Stecher | Noorwegen Håvard Klemetsen Espen Rian Petter Tande Magnus Moan |
| 20/01/2007 | Seefeld               | Sprint                | Felix Gottwald                                                       | Jason Lamy-Chappuis                                                      | Magnus Moan                                                    |
| 21/01/2007 | Seefeld               | Individuele Gundersen |                                                                      |                                                                          |                                                                |
| 27/01/2007 | Harrachov             | Individuele Gundersen |                                                                      |                                                                          |                                                                |
| 28/01/2007 | Harrachov             | Sprint                |                                                                      |                                                                          |                                                                |
| 03/02/2007 | Zakopane              | Massasart             | Hannu Manninen                                                       | Jaakko Tallus                                                            | Björn Kircheisen                                               |
| 04/02/2007 | Zakopane              | Sprint                | Björn Kircheisen                                                     | Hannu Manninen                                                           | Magnus Moan                                                    |
| 09/03/2007 | Lahti                 | Individuele Gundersen | Bill Demong                                                          | Sebastian Haseney                                                        | Hannu Manninen                                                 |
| 20/03/2007 | Lahti                 | Sprint                | Björn Kircheisen                                                     | Felix Gottwald                                                           | Jason Lamy-Chappuis                                            |
| 17/03/2007 | Oslo                  | Individuele Gundersen |                                                                      |                                                                          |                                                                |
| 18/03/2007 | Oslo                  | Sprint                | Jason Lamy-Chappuis                                                  | Felix Gottwald                                                           | Bill Demong                                                    |

### Eindstanden
| Algemene wereldbeker        | Algemene wereldbeker | Algemene wereldbeker | Algemene wereldbeker |
| #                           | Atleet               | Land                 | Punten               |
| --------------------------- | -------------------- | -------------------- | -------------------- |
| 1                           | Hannu Manninen       | FIN                  | 765                  |
| 2                           | Jason Lamy-Chappuis  | FRA                  | 696                  |
| 3                           | Magnus Moan          | NOR                  | 684                  |
| 4                           | Christoph Bieler     | AUT                  | 679                  |
| 5                           | Felix Gottwald       | AUT                  | 652                  |
| 6                           | Björn Kircheisen     | GER                  | 494                  |
| 7                           | Anssi Koivuranta     | FIN                  | 484                  |
| 8                           | Sebastian Haseney    | GER                  | 474                  |
| 9                           | Ronny Ackermann      | GER                  | 423                  |
| 10                          | Petter Tande         | NOR                  | 406                  |
| Eindstand na 14 wedstrijden |                      |                      |                      |

| Sprintwereldbeker          | Sprintwereldbeker   | Sprintwereldbeker | Sprintwereldbeker |
| #                          | Atleet              | Land              | Punten            |
| -------------------------- | ------------------- | ----------------- | ----------------- |
| 1                          | Jason Lamy-Chappuis | FRA               | 410               |
| 2                          | Magnus Moan         | NOR               | 316               |
| 3                          | Felix Gottwald      | AUT               | 304               |
| 4                          | Christoph Bieler    | AUT               | 287               |
| 5                          | Björn Kircheisen    | GER               | 266               |
| 6                          | Anssi Koivuranta    | FIN               | 244               |
| 7                          | Hannu Manninen      | FIN               | 205               |
| 8                          | Mario Stecher       | AUT               | 199               |
| 9                          | Petter Tande        | NOR               | 170               |
| 10                         | Bill Demong         | USA               | 157               |
| Eindstand na 8 wedstrijden |                     |                   |                   |

| Landenklassement            | Landenklassement | Landenklassement |
| #                           | Land             | Punten           |
| --------------------------- | ---------------- | ---------------- |
| 1                           | Oostenrijk       | 2.497            |
| 2                           | Finland          | 2.165            |
| 3                           | Duitsland        | 1.950            |
| 4                           | Noorwegen        | 1.891            |
| 5                           | Frankrijk        | 1.293            |
| 6                           | Verenigde Staten | 503              |
| 7                           | Zwitserland      | 352              |
| 8                           | Japan            | 176              |
| 9                           | Tsjechië         | 93               |
| 10                          | Rusland          | 32               |
| Eindstand na 16 wedstrijden |                  |                  |